# Julius August von Schwartz
Julius August von Schwartz (* 4. April 1811 in Düsseldorf; † 23. November 1883 in Wiesbaden) war preußischer Generalleutnant und zuletzt Inspekteur der 2. Artillerie-Inspektion. Im Jahr 1871 wurde er nobilitiert.

## Leben

### Herkunft
Seine Eltern waren der Zollkontrolleur Jakob Simon Franz Schwartz und dessen Ehefrau Therese Zensen.

### Werdegang
Er besuchte die Gymnasien in Bonn und Köln. Nach seinem Abschluss kam er am 26. Juni 1826 als Kanonier in die 7. Artillerie-Brigade. Von 1828 bis 1830 wurde er an die Vereinigte Artillerie- und Ingenieurschule abkommandiert, dort wurde er am 17. September 1829 zum Portepeefähnrich ernannt. Nach seiner Rückkehr wurde er am 26. Juni 1831 zum Seconde-Lieutenant befördert. Ab 1842 wurde er Abteilungskommandeur, 1843 kam er dann wieder als Adjutant in die 7. Artillerie-Brigade. Am 27. Februar 1844 zum Premier-Lieutenant ernannt, wurde er am 26. April 1848 zur Dienstleistung in den Generalstab des VII. Armeekorps versetzt. Am 6. Januar 1849 wurde er zum Hauptmann im Großen Generalstab ernannt und am 22. März 1849 an den Generalleutnant von Prittwitz nach Schleswig-Holstein abkommandiert. Während des ersten schleswigschen Krieg kämpfte er bei Düppel, Alminde und Viuf. Im gleichen Jahr nahm er auch an der Niederwerfung Feldzug in Baden teil.
Am 2. November 1850 wurde er dann zum Generalleutnant Graf von der Groeben nach Kurhessen abkommandiert, und am 7. Dezember 1850 in den Stab des Prinzen von Preußen. Aber schon am 25. Januar 1851 kam er wieder in den Großen Generalstab und wurde als Lehrer in die Allgemeine Kriegsschule versetzt. Dort wurde er am 18. Juni 1853 zum Major befördert und am 18. Mai 1855 in den Generalstab des VII. Armeekorps versetzt. Von dort kam er am 2. Juli 1857 als Abteilungskommandeur in das 8. Artillerie-Regiment und wurde am 18. Mai 1858 Kommandeur des 4. Artillerie-Regiments, am 22. Mai 1858 wurde er dort zum Oberstleutnant befördert.
Er wurde am 17. Januar 1860 mit dem Roten Adlerorden III. Klasse mit Schleife ausgezeichnet. Am 1. Juni 1860 wurde er zum Oberst und zeitgleich zum Brigadier der 4. Artillerie-Brigade ernannt. Am 7. April 1863 erhielt er den türkischen Mecidiye-Orden 3. Klasse. Am 25. Juni 1865 wurde er zum Generalmajor befördert und zum Kommandeur des 4. Artillerie-Brigade ernannt.
Während des Deutschen Krieges wurde er am 16. Mai 1866 zum Kommandeur der Reserve-Artillerie der 1. Armee ernannt und kämpfte bei Münchengrätz und Königgrätz.
Nach dem Krieg erhielt er am 20. September 1866 den Roten Adlerorden II. Klasse mit Eichenlaub und Schwertern. Am 2. Oktober 1866 kam er dann als Inspekteur in die 2. Artillerieinspektion und wurde zum Mitglied des General-Artillerie-Komitees ernannt. Am 10. November 1866 wurde er dann auch noch Präses der Prüfungskommission für Premier-Lieutenants der Artillerie.
Er wurde am 31. Dezember 1866 zum Generalleutnant mit Patent zum 30. Oktober 1866. Er erhielt am 25. Juni 1867 den russischen St. Annen-Orden I. Klasse. Vom 22. Juli 1868 bis zum 1. Januar 1869 war er noch Mitglied des Kompetenzgerichtshofes und am 29. Juni 1869 wurde er abgeordnet die Artillerie und die Pionier des königlich sächsischen Armeekorps zu inspizieren. Anschließend erhielt er am 11. September 1869 den Stern zum Roten Adlerorden.
Bei der Mobilmachung zum Deutsch-Französischen Krieg wurde er am 18. Juli 1870 zum Kommandeur der Artillerie der 1. Armee ernannt. Während des Krieges erwarb er sich in der Schlacht bei Vionville das Eiserne Kreuz 2. Klasse. Ferner kämpfte er bei Gravelotte, Amiens, St. Quentin und an der Hallue. In der Zeit wurde er am 27. September 1870 Kommandeur der Artillerie unter Prinz Friedrich Karl, dem Oberbefehlshaber der Belagerungstruppen vor Metz. Von dort kam er am 27. Oktober 1870 zunächst zurück in die 1. Armee, später zur Nordarmee. Für Amiens bekam er am 2. Dezember 1870 dann auch das Eiserne Kreuz I. Klasse.
Nach dem Krieg kam er am 6. Juni 1871 als Inspekteur in die 2. Artillerie-Inspektion und wurde wieder Mitglied des General-Artilleriekomitees. Er wurde am 16. Juni 1871 in den Preußischen Adelsstand aufgenommen und am 2. August 1871 mit Pension zur Disposition gestellt, dazu erhielt er den Roten Adlerorden 1. Klasse mit Eichenlaub und Schwertern am Ring. Er starb am 23. November 1883 in Wiesbaden.

### Familie
Er heiratete am 12. April 1836 in Münster Jenny Marie Anna Sophie Margarethe Straeter (* 31. Januar 1814; † 28. Mai 1872). Das Paar hatte mehrere Kinder:
- Franz Albert Maria (* 18. Januar 1839; † 28. März 1907)[1], preußischer Regierungspräsident ⚭ Christine Schwarz (* 21. Juli 1848)
- Luise Therese Theodora Dorothea Maria (* 8. August 1838)